# Libros de Colores

Ilustración que muestra cada formato por color.

Los Libros de Colores, del inglés Rainbow Books, son una colección de especificaciones técnicas estándares que definen los formatos permitidos de las distintas variantes de los discos compactos, que se identifican con diferentes colores.

## Libros

### Libro Rojo (Red Book)
El primer libro de la serie, publicado el 19 de septiembre de 1980, define el siguiente estándar:
- CD-DA (Digital Audio) o CD-A: es el CD de audio estandarizado como IEC 60908, es utilizado por los discos compactos de audio digital. Este libro define el soporte, proceso de grabación y diseño del reproductor adecuado para soportar CD-Audio. El formato especificado en este libro para CD se basa en 2 canales de 16 bits PCMI que son codificados a una tasa de muestreo de 44,1 kHz.

Las extensiones al libro rojo, define los estándares siguientes:
- CD-Text: extensión del CD-DA, publicación de 1996, en la que se añaden los títulos de las canciones.
- CD+G (plus Graphics): extensión con gráficos y las letras de las canciones para utilizarlo en karaokes.
- CD+EG o CD+XG (plus Extended Graphics): una extensión de CD+G.

### Libro Verde (Green Book)
Publicado en 1986, define el estándar CD-i (interactivo), denominado también "CD de multimedia".

### Libro Amarillo (Yellow Book)
Publicado en 1983, define los siguientes estándares:
- CD-ROM (CD de datos de solo lectura):[2] estandarizado como ECMA-130 e ISO/IEC 10149.
- CD-ROM XA (extendido): combina el formato del CD-i con el de CD-ROM.

### Libro Naranja (Orange Book)
Publicado en 1990, naranja es una referencia a la mezcla del rojo y del amarillo, dando como resultado ese color. Esto por el hecho de que este formato incluye contenido de audio (libro rojo) y datos (libro amarillo), cada uno de los cuales puede ser reproducido en los lectores del formato correspondiente.
Este libro también introdujo el estándar de grabación multisesión.
- CD-MO (Magneto-Óptico)
- CD-R (grabable): disco que puede ser grabado, pero no modificado ni borrado.
- CD-RW (regrabable): disco que una vez grabado, puede ser borrado y regrabado. Conocido como "Libro Naranja II" (Orange book II).

### Libro Beige (Beige Book)
Publicado en 1992, define el estándar Photo CD (CD de fotos).

### Libro Blanco (White Book)
Publicado en 1993, define los siguientes estándares:
- CDi-Bridge: formato puente entre los CD-ROM XA y los CD-i, que es el formato base para los discos de videos.
- VCD (Video CD o "CD de Video").
- SVCD (Super Video CD o "CD de Súper Video").

### Libro Azul (Blue Book)
Publicado en 1995, define el estándar E-CD (Enhanced CD, "CD Mejorado" o "CD Extra").

### Libro Escarlata (Scarlet Book)
Publicado en 1999, define el estándar SACD (Super Audio CD).

### Libro Púrpura (Purple Book)
Publicado en 2000, define el estándar DDCD (CD Doble Densidad).